# 2-Heptanol
2-Heptanol ou heptano-2-ol é um composto orgânico o qual é um isômero de heptanol. É um álcool secundário com o grupo hidroxila ligado ao segundo átomo de carbono da cadeia linear de sete átomos de carbono.
2-Heptanol é quiral, então existem isômeros (R) e (S).